# Роман Абрамович
Роман Аркадиевич Абрамо̀вич е крупен руски бизнесмен (нефтен магнат, собственик на футболни клубове) и политик (губернатор, депутат).
Считан е за най-богатия в Централна и Източна Европа към 2008 г. Forbes оценява състоянието му на 12,4 млрд. долара (2019). Той е на 10-то място в класацията на най-богатите личности в Русия. Собственик е на компанията Millhouse Capital. През лятото на 2003 г. купува английския клуб „Челси“ за £140 млн.

## Биография
Абрамович е роден в Саратов 24 октомври 1966 г. Произхожда от еврейско семейство, мигранти от Таураге, Литва.
Остава кръгъл сирак в ранна възраст. Отглежда го чичо му в град Ухта, Коми.
Приватизира (чрез 5 свои фирми) 85 % от крупната нефтодобивна и нефтопреработваща компания „Сибнефт“ през 1996 – 1997 г.
Спонсорира най-големия руски футболен клуб ЦСКА Москва с 58 милиона долара. Привлича футболни звезди да играят за националния отбор на Русия. Собственик е на английския футболен отбор ФК „Челси“ (Chelsea London) от 2003 г. Много е запален по футбола и инвестира големи суми в отбора си.
Взема активно участие в политиката:
- депутат е в Държавната дума на Русия от 1999 г.;
- губернатор е на Чукотка (2000 – 2008 г.), изхарчил лични 1,3 млрд. долара за подобрения и инвестиции в региона.

Лични притежания:
- няколко големи имота в Лондон, в това число и къща на улицата на милиардерите; притежава и замък на Френската ривиера, както и други забележителни имоти по света.
- втората по дължина частна яхта в света „Eclipse“ (163 метра) с 2 басейна и собствена подводница, стойност 1,5 млрд. дол.
- частен самолет „Boeing 767“, побиращ 375 души.

Баща е на 7 деца – 3 сина и 4 дъщери. През октомври 2006 г. втората му жена се развежда с него и получава обезщетение от 155 млн. лири стерлинги .
Приятелката му Даря Жукова, родена в Москва, е известен модел в Русия, главен редактор на списание „Garage“.
Абрамович се движи с антураж и охрана от около 40 души. Те му струват около 2 млн. долара на година.
Дарил е 310 млн. долара за благотворителност.